# 闇黑電話2
是一部2025年美國超自然恐怖片，2021年電影《闇黑電話》的續集，改編自喬·希爾的2004年同名短篇小說，由史考特·德瑞森執導並與C·羅柏·卡吉爾共同編劇，伊森·霍克、梅森·塔姆斯、瑪德琳·麥克羅、達米安·畢契爾、米格爾·莫拉、傑瑞米·戴維斯及愛麗安娜·里瓦斯主演。
《闇黑電話2》由環球影業排定2025年10月17日在美國上映。

## 演員
- 梅森·塔姆斯飾演芬恩·「芬尼」·布雷克（Finn "Finney" Blake）
- 瑪德琳·麥克羅（英语：Madeleine McGraw）飾演關朵琳·「關」·布雷克（Gwendolyn "Gwen" Blake）
- 伊森·霍克飾演「擄童犯」（"The Grabber"）
- 達米安·畢契爾
- 米格爾·莫拉（Miguel Mora）飾演羅賓（Robin）
- 傑瑞米·戴維斯（英语：Jeremy Davies）飾演泰倫斯·布雷克（Terrence Blake）
- 愛麗安娜·里瓦斯（英语：Arianna Rivas）
- 安娜·洛麗（Anna Lore）

## 製作
2022年6月，史考特·德瑞森表示，雖然喬·希爾很維護自己的作品，但希爾為《闇黑電話》續集提出了一個「很棒的想法」。德瑞森補充，若《闇黑電話》取得成功，他願意回歸執導其續集。8月，德瑞森和希爾證實正在與製片商談製作續集。德瑞森認為，《闇黑電話》的商業成功是製作續集的因素之一。希爾表示，續集的靈感取自於「擄童犯」的面具，其與佛萊迪·克魯格的手套和麥克·邁爾斯的面具一樣有著讓觀眾睡不著的「標誌性形象」。
2023年11月，據報導伊森·霍克、梅森·塔姆斯、瑪德琳·麥克羅、傑瑞米·戴維斯和米格爾·莫拉（Miguel Mora）將會回歸出演續集。劇本由德瑞森和C·羅柏·卡吉爾共同創作，兩人也擔任續集的製片人。12月，德瑞森確認回歸執導。2024年9月，達米安·畢契爾加入演出陣容 。12月，愛麗安娜·里瓦斯加入演出陣容。

### 拍攝
電影於2024年11月4日在多倫多展開主要攝影，工作標題為。佩爾·M·埃克伯格（Pär M. Ekberg）擔任攝影師。拍攝於2025年1月23日殺青。

## 發行
《闇黑電話2》由環球影業排定2025年10月17日在美國上映。此前，上映日期曾定於2025年6月27日。

## 外部連結
- 官方网站
- 互联网电影数据库（IMDb）上《闇黑電話2》的资料（英文）
- Box Office Mojo上《闇黑電話2》的資料（英文）
- 爛番茄上《闇黑電話2》的資料（英文）
- Metacritic上《闇黑電話2》的資料（英文）
- AllMovie上《闇黑電話2》的资料（英文）
- 開眼電影網上《闇黑電話2》的資料（繁體中文）
- 豆瓣电影上《闇黑電話2》的資料 （简体中文）